# المنيهلة
المنيهلة إحدى مدن الجمهورية التونسية، تقع في ولاية أريانة.المنيهلة فيها قسمين المنيهلة و المنيهلة العليا و تحتوي علي أكبر الاحياء الشعبية منهم حي البساتين حي السعفاء و حي عشيش و الكثير و في القسم الثاني المنيهلة العليا منهم حي الكيلاني و حي الكعبي و السعفاء الثنيا و الكثير و المنيهلة العليا تحتوي على مناظر خلابة جدا حيث فيها حي الكيلاني الذي يطل علي كامل مدينة تونس الكبرى و تقع المنيهلة بقرب أكبر حي شعبي في تونس و الثاني في أفريقيا حي التضامن و تحتوي معتمدية المنيهلة علي أكبر عدد سكان في المنيهلة حيث يقدر سكان المنيهلة بالمئات أو الالاف من المتساكنين.